# Orange Égypte
Orange (anciennement Mobinil), fondé au Caire, Égypte en 1998, est un opérateur de téléphonie mobile égyptien.

## Historique
Mobinil a été la première compagnie à tirer parti du système GSM en Égypte. Elle appartient majoritairement au groupe Orange, à travers sa filiale MT Telecom SCRL détenue à 100 %, détient 99,39 % d’Orange Egypt for Telecommunications S.A.E., société opérationnelle qui exerçait ses activités sous la marque Mobinil jusqu'au 8 mars 2016.

## Autres opérateurs de téléphonie mobile en Égypte
- Vodafone Égypte
- Etisalat Égypte
- We, par Telecom Egypt

## Évolution du nombre des abonnés[7]
| Date             | Abonnés    |
| ---------------- | ---------- |
| 31 décembre 1998 | 157 000    |
| 31 décembre 1999 | 545 000    |
| 31 décembre 2000 | 1 210 000  |
| 31 décembre 2001 | 2 034 000  |
| 31 décembre 2002 | 2 282 000  |
| 31 décembre 2003 | 2 991 000  |
| 31 décembre 2004 | 4 016 000  |
| 31 décembre 2005 | 6 696 000  |
| 31 décembre 2006 | 9 267 000  |
| 31 décembre 2007 | 15 118 000 |
| 31 décembre 2008 | 20 115 000 |
| 31 décembre 2009 | 25 354 000 |